# Тайківська сільська рада
Тайківська сільська рада — колишня адміністративно-територіальна одиниця та орган місцевого самоврядування у Городницькому і Ємільчинському (Емільчинському) районах Коростенської і Волинської округ, Київської й Житомирської областей Української РСР та України з адміністративним центром у с. Тайки.

## Населені пункти
Сільській раді були підпорядковані населені пункти:
- с. Тайки
- с. Ілляшівка
- с. Просіка
- с. Старий Хмерин

## Населення
Кількість населення ради станом на 1923 рік становила 1 679 осіб, кількість дворів — 251.
Кількість населення сільської ради станом на 1924 рік становила 1 633 особи.
Відповідно до результатів перепису населення СРСР, кількість населення ради станом на 12 січня 1989 року становила 907 осіб.
Станом на 5 грудня 2001 року, відповідно до перепису населення України, кількість мешканців сільської ради становила 793 особи.

## Склад ради
Рада складалась з 12 депутатів та голови.

### Керівний склад сільської ради
| ПІБ                     | Основні відомості                                                                | Дата обрання | Дата звільнення |
| ----------------------- | -------------------------------------------------------------------------------- | ------------ | --------------- |
| Власюк Дмитро Федорович | Сільський голова, 1960 року народження, освіта, член Української Народної Партії | 26.03.2006   | 31.10.2010      |
| Власюк Дмитро Федорович | Сільський голова, 1960 року народження, освіта вища, безпартійний                | 31.10.2010   |                 |

Примітка: таблиця складена за даними джерела

## Історія
Створена 1923 року в складі с. Тайки та колоній Пеньки і Старий Хмерин Сербівської волості Новоград-Волинського повіту Волинської губернії.
Станом на 1 вересня 1946 року сільська рада входила до складу Ємільчинського району Житомирської області, на обліку в раді перебували с. Тайки та х. Старий Хмерин.
29 квітня 1958 року, відповідно до рішення Житомирського облвиконкому № 385 «Про внесення змін в адміністративно-територіальний поділ Дзержинського і Ємільчинського районів», підпорядковано с. Ілляшівка Великоцвілянської сільської ради Ємільчинського району.
На 1 січня 1972 року сільська рада входила до складу Ємільчинського району Житомирської області, на обліку в раді перебували села Ілляшівка, Старий Хмерин і Тайки.
14 квітня 1986 року, відповідно до рішення Житомирського облвиконкому № 144 «Про деякі питання адміністративно-територіального устрою», до складу ради включено с. Просіка ліквідованої Болярської сільської ради Ємільчинського району.
Ліквідована 14 листопада 2017 року через об'єднання до складу Ємільчинської селищної територіальної громади Ємільчинського району Житомирської області.
Входила до складу Городницького (7.03.1923 р.) та Ємільчинського (Емільчинського, 22.02.1928 р.) районів.